# Fukuchi
Fukuchi (japanska: 福智町?, Fukuchi-machi) är en landskommun (köping) i Fukuoka prefektur i Japan. 
Kommunen bildades 2006 genom en sammanslagning av kommunerna Akaike, Hōjō och Kanada.